# Patrik Eriksson-Ohlsson
Patrik Eriksson-Ohlsson, född 9 augusti 1974, är en svensk tidigare fotbollsspelare (back).
Eriksson-Ohlsson har varit allsvensk fotbollsspelare i Västerås SK, Djurgårdens IF och GIF Sundsvall, där han avslutade sin fotbollskarriär efter säsongen 2007. Moderklubben är IFK Sundsvall. Han är yngre bror till Jan Eriksson. Med Djurgården fick han vinna SM-guld, svenska cupen samt spela i Europa 2002.

## Statistik[1]
| Klubb          | Säsong         | Liga                            | Liga    | Liga | Liga | Cupspel | Cupspel | Europaspel | Europaspel | Totalt  | Totalt |
| Klubb          | Säsong         | Division                        | Matcher | Mål  | Ass  | Matcher | Mål     | Matcher    | Mål        | Matcher | Mål    |
| -------------- | -------------- | ------------------------------- | ------- | ---- | ---- | ------- | ------- | ---------- | ---------- | ------- | ------ |
| IFK Sundsvall  | 1992           | Division 1 Norra / Kvalsvenskan | 5       | 0    | ?    | ?       | ?       | —          | —          | 5       | 0      |
| IFK Sundsvall  | 1993           | Division 1 Norra                | 17      | 0    | ?    | ?       | ?       | —          | —          | 17      | 0      |
| IFK Sundsvall  | 1994           | Division 2 Östra Svealand       | 19      | 0    | ?    | ?       | ?       | —          | —          | 19      | 0      |
| IFK Sundsvall  | 1995           | Division 2 Norrland             | 21      | 1    | ?    | ?       | ?       | —          | —          | 21      | 1      |
| IFK Sundsvall  | 1996           | Division 2 Norrland             | 21      | 1    | ?    | ?       | ?       | —          | —          | 21      | 1      |
| IFK Sundsvall  | Totalt         | Totalt                          | 83      | 2    | ?    | ?       | ?       | —          | —          | 83      | 2      |
| Västerås SK    | 1997           | Allsvenskan                     | 15      | 0    | 1    | ?       | ?       | —          | —          | 15      | 0      |
| Västerås SK    | 1998           | Division 1 Norra                | 22      | 0    | 0    | ?       | ?       | —          | —          | 22      | 0      |
| Västerås SK    | Totalt         | Totalt                          | 37      | 0    | 1    | ?       | ?       | —          | —          | 37      | 0      |
| Djurgårdens IF | 1999           | Allsvenskan                     | 20      | 0    | 0    | 0       | 0       | —          | —          | 20      | 0      |
| Djurgårdens IF | 2000           | Superettan                      | 25      | 1    | 0    | 2       | 0       | —          | —          | 27      | 1      |
| Djurgårdens IF | 2001           | Allsvenskan                     | 22      | 1    | 0    | 2       | 0       | —          | —          | 24      | 1      |
| Djurgårdens IF | 2002           | Allsvenskan                     | 18      | 1    | 0    | 4       | 0       | 2          | 0          | 24      | 1      |
| Djurgårdens IF | 2003           | Allsvenskan                     | 10      | 0    | 0    | 1       | 0       | 0          | 0          | 11      | 0      |
| Djurgårdens IF | Totalt         | Totalt                          | 95      | 3    | 0    | 9       | 0       | 2          | 0          | 106     | 3      |
| GIF Sundsvall  | 2003           | Allsvenskan                     | 5       | 0    | ?    | ?       | ?       | —          | —          | 5       | 0      |
| GIF Sundsvall  | 2004           | Allsvenskan                     | 19      | 1    | ?    | ?       | ?       | —          | —          | 19      | 2      |
| GIF Sundsvall  | 2005           | Allsvenskan                     | 23      | 1    | ?    | ?       | ?       | —          | —          | 21      | 1      |
| GIF Sundsvall  | 2006           | Superettan                      | 24      | 1    | ?    | ?       | ?       | —          | —          | 24      | 0      |
| GIF Sundsvall  | 2007           | Superettan                      | 20      | 0    | ?    | ?       | ?       | —          | —          | 20      | 0      |
| GIF Sundsvall  | Totalt         | Totalt                          | 91      | 3    | 0    | 0       | 0       | —          | —          | 89      | 3      |
| Hela karriären | Hela karriären | Hela karriären                  | 306     | 8    | 1    | 9       | 0       | 2          | 0          | 315     | 8      |